# 西郷清員
西郷 清員（さいごう きよかず）は、戦国時代の武将。徳川家康の家臣。

## 生涯
三河国八名郡月ヶ瀬城主・西郷正勝の子として生まれる。永禄4年（1561年）西郷氏が今川氏と手切れして松平氏（徳川氏）に転じると清員は人質として岡崎城に送られ、松平元康（徳川家康）の側近くに仕える。同年9月、今川勢によって西郷領が攻撃されて父や兄・元正が戦死すると、清員は母方の従兄弟にあたる野田城主・菅沼定盈とともに西郷領の奪還を元康に要請した。元康はこの願いを受け入れて本多信俊・大須賀康胤・康純・植村家存・渡辺信・鳥居忠広らを清員とともに派遣し、西郷領を奪還した。元康は西郷領を清員に与えようとしたが、清員は固辞して兄の子である義勝が成人するまでその陣代となることを願い、許された。
永禄7年（1564年）遠江国境に近い地域が要衝の地であるため徳川氏の直轄領となると、代替地として幡豆郡吉良・碧海郡川島・設楽郡作手・遠江引佐郡井伊谷など900貫文の知行を与えられている。また一宮砦後詰めでは菅沼定盈とともに従軍し、今川方の大泉助次郎を討ち取ったという。その後も吉田城攻め、田原城攻め、堀川城攻め、宇津山城攻め、掛川城攻めの戦いに従軍。永禄12年（1569年）額田郡河辺領を遠江榛原郡内700貫文に替えられる。元亀元年（1570年）姉川の戦いでは義兄・酒井忠次隊に属して戦功があった。
元亀2年（1571年）武田信玄の部将・秋山虎繁が奥三河に侵入すると、清員は義勝・菅沼定盈・設楽貞通らとともにこれを撃退する。しかしこの戦いで義勝が戦死したため、清員は陣代職を辞して隠退した。西郷氏は義勝の男子が幼かったため、義勝の女婿として清員の子・家員が継承した。また姪にあたる西郷局は清員の養女として家康の側室となっており、家康との間に秀忠・忠吉を儲けた。なお三男の守勝は外戚の酒井氏に仕え、その子孫は旗本となっている。文禄3年（1595年）徳川氏関東移封後の62歳で死去。
清員は徳川家中で毎年の謡初において列席を許され、以後西郷家は謡初の右座第一に代々列席する栄誉を受けることとなった。また家康は笛の名人である和屋新右衛門と名笛を清員に預け、御謡初の際には囃子方としてその任を負わせている。